# Parthéite
La parthéite è un minerale.